# The Place, the Time and the Man
The Place, the Time and the Man è un cortometraggio muto del 1914. Il nome del regista non viene riportato.

## Produzione
Il film fu prodotto dalla Essanay Film Manufacturing Company.

## Distribuzione
Distribuito dalla General Film Company, il film - un cortometraggio in due bobine - uscì nelle sale cinematografiche USA il 4 dicembre 1914.